# Neoblattella sooretamensis
Neoblattella sooretamensis är en kackerlacksart som beskrevs av Rocha e Silva 1958. Neoblattella sooretamensis ingår i släktet Neoblattella och familjen småkackerlackor. Inga underarter finns listade i Catalogue of Life.